# Zielony Klin (torfowisko)
Zielony Klin (niem. Grüner Klei) – torfowisko wysokie na północno-wschodnim zboczu Mumlawskiego Wierchu na wysokości 1150–1220 m n.p.m. (Karkonoski Park Narodowy). Stanowi obszar źródeł Kamieńczyka. Zielony Klin ma roślinność typową dla karkonoskich torfowisk.

## Szlaki turystyczne
Dolną krawędzią Zielonego Klina biegnie szlak turystyczny:
- zielony z Jakuszyc na Halę Szrenicką[1].